# 2021年モナコグランプリ
2021年モナコグランプリ (2021 Monaco Grand Prix) は、2021年のF1世界選手権第5戦として、2021年5月23日にモンテカルロ市街地コースで開催された。
正式名称は「Formula 1 Grand Prix De Monaco 2021」。

## 背景
新型コロナウイルス感染症の世界的流行による影響
2020年も当初のスケジュールでは2020年シーズンの第7戦として開催される予定であったが、感染症の影響で中止が決定され、モナコでF1が開催されないのは1954年以来となった。今シーズンも開催予定であったものの、感染症の影響で予断を許さない状況であったが、例年より早くサーキットの建設作業を開始するなどの対応もあり、開催が確定。2年ぶりのモナコGP開催となる。
タイヤ
本レースでピレリが用意するドライタイヤのコンパウンドは、ハード（白）：C3、ミディアム（黄）：C4、ソフト（赤）：C5の最も柔らかい組み合わせとなっている。
トラックリミット
FIAはトンネルを抜けた先のターン10・11から構成されるシケイン、別称ヌーベル・シケインにコース域外走行についての監視を強化する。フリー走行と予選はその周のラップタイムが抹消され、決勝では3回はみ出すと警告を意味するブラック&ホワイトフラッグが掲示され、4回を超えるとペナルティが科される場合がある。
その他
マクラーレンは、同GPに限り、戦略的パートナーシップを締結しているガルフのロゴの配色を意識したカラーリングに変更して出走する。

## エントリー
前戦スペインGPから変更なし。

## フリー走行
FP1
同セッションで首位に立ったのはセルジオ・ペレス。フェルナンド・アロンソが最終コーナーで曲がり切れずバリアに突っ込み、フロント左側のウイングを破損。デブリ回収のためにバーチャル・セーフティーカー（VSC）が導入されたものの、同セッションはそれ以外の波乱はなく、各車順調に走行距離を重ねた。
FP2
同セッションで首位に立ったのはシャルル・ルクレール。2番手にカルロス・サインツが入り、フェラーリとしては2シーズンぶりのセッション別でのワンツー体制を記録した。一方で今季デビューの二人はモンテカルロの餌食となり、角田裕毅がセッション序盤にリアをバリアに衝突させピットイン。サスペンションが損傷した事で時間内の修復は叶わず、僅か11周で走行時間を終える形となり、ミック・シューマッハはセッション残り10分を切った時にターン3でアウト側のバリアに激突してしまいそのままマシンを降りた。また、シューマッハがヌーベルシケイン脇にクルマを停めたため、車両及びデブリ回収のために赤旗が振られ、セッションはそのまま終了した。
FP3
同セッションで首位に立ったのはフェルスタッペン。セッション終盤、ニコラス・ラティフィがセクター3でバランスを崩してガードレールに衝突し右フロント部分を破損。そのマシン回収のため、赤旗が出されたが、回収作業は迅速に終わり、セッションは再開。その直後、ミック・シューマッハがカジノコーナー（ターン4）へのアプローチでリアを滑らせバリアに激突。マシンは車体左側を中心に大きく破損し、赤旗が振られた。終了間際だったこともあり、セッション自体は赤旗終了となった。
フリー走行では、フェラーリが全セッションでトップ3に入る好調さを見せ、レッドブルも速さを見せたが、今回はメルセデスが苦戦。FP2でルイス・ハミルトンが3番手に入っただけで終わった。

## 予選
2021年5月22日 15:00 CEST(UTC+2)（出典を参照「」）
結果的に最速タイムを記録したシャルル・ルクレールがポールポジション（PP）を獲得。フェラーリとしては2019年メキシコグランプリ以来のPP獲得となった。しかし、予選Q3は各車1回目のアタックが終了し、多くのドライバーが2回目のアタックを敢行する中、ルクレールがセクター3でクラッシュ。同時に赤旗が振られたうえ、セッション終了間際でもあったため、そのまま予選は終了。これにより、1回目のアタックで計測されたタイムで順位が決まる結果となった。だが、これによって2回目のアタックを中止させる結果となったため、どこか不完全燃焼に終わった。実際、マックス・フェルスタッペンとカルロス・サインツは、2回目のアタックにてセクター2までのタイムに関して改善することに成功しており、理論上PPを取っていた可能性もあったため、ルクレールのクラッシュには理解を示しつつも複雑な心境を吐露した。また赤旗の原因を作ったルクレールはこのクラッシュによる「ツケ」が回ってくる事となる。

### 予選結果
出典を参照（）

## 決勝
2021年5月23日 15:00 CEST(UTC+2)
- 特記が無い場合以下の出典を参照「[20]」

2番手スタートのマックス・フェルスタッペンがスタート直後から首位を独走しそのままチェッカーを受けた。

### 展開
レースとしての展開は、派手なものはなく、アンダーカットとオーバーカットというピット戦略によって生じた順位変動のみで、コース上のオーバーテイクはオープニングラップで起きた1回のみであった。
タイトル争いで言えば、ルイス・ハミルトンがアンダーカットを仕掛けて順位を上げようとしたが失敗し7位入賞に終わったうえ、メルセデスとしてもバルテリ・ボッタスのピットインにて、タイヤ交換のトラブルが発生し、タイヤ交換ができない事態となってしまったためリタイアを強いられる結果となり、直近のライバル、フェルスタッペンとレッドブルが大量得点となったため、両タイトルのポイントリーダーの座から陥落する結果となった。
また、予選でクラッシュしたシャルル・ルクレールだが、ギアボックスの損傷が疑われたものの、出走に問題なしとして交換せずに決勝に挑んだが、レース開始前のレコノサンスラップ中に問題が発生。チームはスタートまでに修復することが不可能と判断し、ルクレールはレース欠場となった。ただし、当初は左のドライブシャフトに問題が発生したためであり、少なくともギアボックスの故障ではないことが発表されていたが、チームの拠点でマシン全体を再調査した結果、左リアのホイールハブにクラックがあったことも判明し、最終的な結論としては予選クラッシュの影響でドライブシャフトやハブの故障が起きたことがリタイアの原因と発表した。ただし、該当箇所についてはこの種の衝撃があった際のチェック対象リストに含まれないものであったうえ、この手の事故によってハブが破損した事例はこれまでになかったとコメントしている。
補足
- 以下の内容の参考出典「[31][32]」

ルクレールはレコノサンスラップより前にグリッド降格の事態にはならなかったため、規定上はルクレールがポールポジション（PP）を獲得したという扱いとなる。ただし、レコノサンスラップ開始後に「DNS=スタートせずリタイア」となったため、グリッドの位置が変更されると思われがちだが、「スターティンググリッドからレースをスタートできないマシンがいる場合（ピットスタートやリタイアなど）は、その位置を空けて各車が並ぶ決まりになっている。繰り上がりは行われない」という規定上、記録において急遽フェルスタッペンがPP獲得者になるわけではない。そのため、記録上では2番手スタートのフェルスタッペンが優勝したという扱いとなる。

### レース結果
| 順位    | No. | ドライバー                   | コンストラクター              | 周回数 | タイム/リタイア原因 | Grid | Pts. |
| ------- | --- | ---------------------------- | ----------------------------- | ------ | ------------------- | ---- | ---- |
| 1       | 33  | マックス・フェルスタッペン   | レッドブル-ホンダ             | 78     | 1:33:07.680         | 2    | 25   |
| 2       | 55  | カルロス・サインツ           | フェラーリ                    | 78     | +15.841             | 4    | 18   |
| 3       | 4   | ランド・ノリス               | マクラーレン-メルセデス       | 78     | +26.610             | 5    | 15   |
| 4       | 5   | セバスチャン・ベッテル       | アストンマーティン-メルセデス | 78     | +54.616             | 8    | 12   |
| 5       | 11  | セルジオ・ペレス             | レッドブル-ホンダ             | 78     | +63.671             | 9    | 10   |
| 6       | 10  | ピエール・ガスリー           | アルファタウリ-ホンダ         | 78     | +73.768             | 6    | 8    |
| 7       | 44  | ルイス・ハミルトン           | メルセデス                    | 78     | +74.670             | 7    | 7FL  |
| 8       | 18  | ランス・ストロール           | アストンマーティン-メルセデス | 77     | +1 Lap              | 13   | 4    |
| 9       | 31  | エステバン・オコン           | アルピーヌ-ルノー             | 77     | +1 Lap              | 11   | 2    |
| 10      | 99  | アントニオ・ジョヴィナッツィ | アルファロメオ-フェラーリ     | 77     | +1 Lap              | 10   | 1    |
| 11      | 7   | キミ・ライコネン             | アルファロメオ-フェラーリ     | 77     | +1 Lap              | 14   |      |
| 12      | 3   | ダニエル・リカルド           | マクラーレン-メルセデス       | 77     | +1 Lap              | 12   |      |
| 13      | 14  | フェルナンド・アロンソ       | アルピーヌ-ルノー             | 77     | +1 Lap              | 17   |      |
| 14      | 63  | ジョージ・ラッセル           | ウィリアムズ-メルセデス       | 77     | +1 Lap              | 15   |      |
| 15      | 6   | ニコラス・ラティフィ         | ウィリアムズ-メルセデス       | 77     | +1 Lap              | 18   |      |
| 16      | 22  | 角田裕毅                     | アルファタウリ-ホンダ         | 77     | +1 Lap              | 16   |      |
| 17      | 9   | ニキータ・マゼピン           | ハース-フェラーリ             | 75     | +1 Lap              | 19   |      |
| 18      | 47  | ミック・シューマッハ         | ハース-フェラーリ             | 75     | +2 Laps             | 20   |      |
| 19      | 77  | バルテリ・ボッタス           | メルセデス                    | 29     | ホイールナット      | 3    |      |
| Ret     | 16  | シャルル・ルクレール         | フェラーリ                    | -      | ドライブシャフト    | 1    |      |
| ソース: |     |                              |                               |        |                     |      |      |

#### 追記
- ^FL - ファステストラップの1点を含む

## 第5戦終了時点のランキング
|         | 順位 | ドライバー                 | ポイント |
| ------- | ---- | -------------------------- | -------- |
| 1       | 1    | マックス・フェルスタッペン | 105      |
| 1       | 2    | ルイス・ハミルトン         | 101      |
| 1       | 3    | ランド・ノリス             | 56       |
| 1       | 4    | バルテリ・ボッタス         | 47       |
| 1       | 5    | セルジオ・ペレス           | 44       |
| ソース: |      |                            |          |

|         | 順位 | コンストラクター        | ポイント |
| ------- | ---- | ----------------------- | -------- |
| 1       | 1    | レッドブル-ホンダ       | 149      |
| 1       | 2    | メルセデス              | 148      |
|         | 3    | マクラーレン-メルセデス | 80       |
|         | 4    | フェラーリ              | 78       |
| 2       | 5    | アストンマーティン      | 19       |
| ソース: |      |                         |          |

- 注：ドライバー、コンストラクター共にトップ5のみ表示。